# Acraea ntebiae
Acraea ntebiae är en fjärilsart som beskrevs av Sharpe. Acraea ntebiae ingår i släktet Acraea och familjen praktfjärilar. Inga underarter finns listade i Catalogue of Life.